# Bundesstraße 423
Die Bundesstraße 423 (Abkürzung: B 423) liegt hauptsächlich im Saarland und führt von der deutsch-französischen Grenze bei Mandelbachtal-Habkirchen bis zu dem rheinland-pfälzischen Ort Altenglan. Auf französischer Seite verläuft die Straße weiter als D 974 (bis Anfang der 1990er Jahre N 74) bis Saargemünd (Sarreguemines). In Altenglan stößt sie auf die Bundesstraße 420.
Dabei nimmt sie ihren Weg quer durch die Gemeinde Mandelbachtal, durchquert auf ihrem weiteren Weg die Stadtgebiete von Blieskastel, Homburg und Bexbach, die allesamt im Saarland liegen und führt hinter der Landesgrenze zu Rheinland-Pfalz dann weiter über Waldmohr, Schönenberg-Kübelberg, Brücken (Pfalz) und Glan-Münchweiler nach Altenglan.
In Homburg ist die B 423 von der A 6-Anschlussstelle Homburg bis zur Ringstraße 4-spurig ausgebaut.
Zwischen A 6-Anschlussstelle Homburg und Am Forum besitzt sie einen Mittelstreifen.
In Blieskastel zwischen Ortsausgang Innenstadt und Pappelhof ist die B 423 3-spurig (in Richtung Homburg 1/2-spurig) ausgebaut.
Eine straßenbautechnische Besonderheit besitzt die B 423 bei Blieskastel/Webenheim seit Oktober 2009. In der Verbindung zur L 105 findet sich ein sogenannter Turbokreisverkehr.

## Geschichte
Die B 423 in Homburg war zwischen Saarbrücker Straße und Richard-Wagner-Straße Teil der Kaiserstraße von Metz über Saarbrücken nach Mainz.
Die Nancy-Bingener Straße wurde am 16. Dezember 1811 zur Route impériale Nr. 92 erklärt.
Im August 1983 wurde die 4-spurige B 423 in Homburg von der A 6-Anschlussstelle Homburg bis zur Ringstraße für den Verkehr freigegeben.

## Tourismus
- Umfangreiche römische Ausgrabungen auf dem Grenzstreifen bei Gersheim-Reinheim im Europäischen Kulturpark Bliesbruck-Reinheim (ca. 5,8 km von Habkirchen)
- Römermuseum und Freilichtmuseum in Schwarzenacker
- Naturbühne Gräfinthal in Gräfinthal
- Zollmuseum Habkirchen in Mandelbachtal
- Haus der Dorfgeschichte in Bliesmengen-Bolchen Mandelbachtal
- Ommersheimer Weiher mit Wohnmobilstellplätzen in Mandelbachtal
- Die Jägersburger Weiher mit Kletterpark, Arboretum und Bootsverleih

## Bundesstraße 423n
Es gibt Pläne einer B 423-Umgehungsstraße in Homburg von der brachliegenden DSD-Gelände über die Mastau bis zur geplanten A 8-Anschlussstelle Homburg/Schwarzenbach.